# Xieji (sockenhuvudort i Kina, Jiangsu Sheng, lat 32,43, long 119,13)
Xieji (kinesiska: 谢集, 谢集乡) är en sockenhuvudort i Kina. Den ligger i provinsen Jiangsu, i den östra delen av landet, omkring 51 kilometer nordost om provinshuvudstaden Nanjing. Antalet invånare är 25 400. Befolkningen består av 12 770 kvinnor och 12 630 män. Barn under 15 år utgör 9,0 %, vuxna 15-64 år 77 %, och äldre över 65 år 12,0 %.
Runt Xieji är det tätbefolkat, med 735 invånare per kvadratkilometer. Närmaste större samhälle är Zhenzhou, 16,6 km söder om Xieji. Trakten runt Xieji består till största delen av jordbruksmark.
Genomsnittlig årsnederbörd är 1 277 millimeter. Den regnigaste månaden är juli, med i genomsnitt 262 mm nederbörd, och den torraste är december, med 31 mm nederbörd.